# Modello E-R

Un esempio di diagramma E-R

In informatica, nell'ambito della progettazione dei database, il modello entità-relazione (o modello entità-associazione; più comunemente modello E-R) è un modello teorico per la rappresentazione concettuale e grafica dei dati a un alto livello di astrazione, formalizzato da Peter Chen nel 1976.
Il modello entità-relazione viene spesso utilizzato nella prima fase della progettazione di una base di dati, nella quale è necessario tradurre le informazioni risultanti dall'analisi di un determinato dominio in uno schema concettuale, detto diagramma entità-relazione (o diagramma E-R).
Nell'ambito della progettazione ingegneristica delle basi di dati si distinguono tre livelli indipendenti e consecutivi di progettazione: progettazione concettuale, progettazione logica, progettazione fisica. Propriamente, il modello E-R è la tecnica-principe per la fase di progettazione concettuale, il modello relazionale per quella di progettazione logica. Solamente nell'ultima fase di progettazione fisica, si prendono in considerazione i software e hardware applicativi, proprietari e non, esistenti sul mercato.

## Generalità
Il modello E-R si basa su un insieme di concetti molto vicini alla realtà di interesse: quindi facilmente intuibili dai progettisti (e in genere considerati sufficientemente comprensibili e significativi anche per i non-tecnici), ma non implementabili sugli elaboratori. Infatti, pur essendo orientato alla progettazione di basi di dati, il modello prescinde dai criteri specifici di organizzazione fisica dei dati persistenti nei sistemi informatici. Esistono tecniche per la traduzione dei concetti ad alto livello (meglio comprensibili per gli umani) in concetti di più basso livello tipici dei vari modelli logici (ad esempio il modello relazionale) implementati nei diversi DBMS esistenti.
Il modello E-R ha rappresentato per lungo tempo (e forse ancora oggi) uno degli approcci più solidi per la modellazione di domini applicativi in ambito informatico; per questo motivo, è stato spesso usato anche al di fuori del contesto della progettazione di database, ed è stato utilizzato come modello di riferimento per numerose altre notazioni per la modellazione. Al modello E-R era ispirata, tra l'altro, la notazione OMT poi confluita in UML.
Tramite una superchiave identificativa (campi: ID_codice padre, ID_codice figlio), lo schema Entità-Associazione rappresenta un grafo ad albero su un numero di livelli a piacere (in particolare anche una distinta base), assai diffusa nel mondo informatico.

## I costrutti principali del modello
Analisi dei principali costrutti del modello E-R: entità, associazioni e attributi.

### Entità
Rappresentano classi di oggetti (fatti, cose, persone, ...) che hanno proprietà comuni ed esistenza autonoma ai fini dell'applicazione di interesse. Un'occorrenza di un'entità è un oggetto o istanza della classe che l'entità rappresenta. Non si parla qui del valore che identifica l'oggetto ma dell'oggetto stesso. Un'interessante conseguenza di questo fatto è che un'occorrenza di entità ha un'esistenza indipendente dalle proprietà ad essa associate. In questo, il modello E-R presenta una marcata differenza rispetto al modello relazionale nel quale non possiamo rappresentare un oggetto senza conoscere alcune sue proprietà.
In uno schema ogni entità ha un nome che la identifica univocamente e viene rappresentata graficamente tramite un rettangolo con il nome dell'entità al suo interno.

### Associazione
Le associazioni (dette anche relazioni) rappresentano un legame tra due o più entità.
Il numero di entità legate è indicato dal grado dell'associazione: un buono schema E-R è caratterizzato da una prevalenza di associazioni con grado due.
È possibile legare un'entità con se stessa (attraverso un'associazione ad anello), nonché legare le stesse entità con più associazioni.
Di norma viene rappresentata graficamente da un rombo contenente il nome dell'associazione. Il nome può essere un verbo in modo da fornire una direzione di lettura, oppure può essere un sostantivo in modo da non dare una direzione di lettura. L'orientamento accademico e professionale più recente propende per l'utilizzo del sostantivo proprio per evitare di dare un verso all'associazione.

### Attributi
Le entità e le associazioni possono essere descritte usando una serie di attributi. Tutti gli oggetti della stessa classe entità (o associazione) hanno gli stessi attributi: questo è ciò che si intende quando si parla di oggetti simili.
La scelta degli attributi riflette il livello di dettaglio con il quale vogliamo rappresentare le informazioni sulle entità e sulle relazioni.
Per ciascuna classe entità o associazione si definisce una chiave. La chiave è un insieme minimale di attributi che identifica univocamente un'istanza di entità o associazione.
L'attributo si rappresenta con un'ellisse al cui interno viene specificato il nome dell'attributo o anche semplicemente, nel caso di diagrammi complessi, indicandone solo il nome, eventualmente in corrispondenza. In caso di chiave primaria, il nome dell'attributo viene sottolineato o cerchiato.

## Altri costrutti del modello

### Cardinalità delle associazioni
Vengono specificate per ciascuna entità che partecipa a una associazione e indicano quante volte, in una associazione tra entità, un'occorrenza di una di queste entità può essere legata ad occorrenze delle altre entità coinvolte nell'associazione (indica il minimo e il massimo delle occorrenze).

### Cardinalità degli attributi
È possibile definire vincoli di cardinalità anche sugli attributi, con due scopi:
- indicare opzionalità;
- indicare attributi multivalore.

Se la specifica del vincolo manca, come avviene nella maggioranza dei casi, la cardinalità dell'attributo è (1,1).
Consideriamo il seguente esempio:

Poiché sul Nome manca la specifica del vincolo di cardinalità, vuol dire che la cardinalità è (1,1).
- (0,1) NumeroPatente, vuol dire che un impiegato può avere una patente ma anche non averla, o meglio un impiegato può avere al più una patente.
- (0,n) NumeroTelefono, vuol dire che un impiegato può avere molti numeri di telefono, ma può anche non aver alcun numero di telefono.
- (1,n) TitoloStudio, vuol dire che un impiegato può avere molti titoli di studio, ma deve averne almeno uno.

### Identificatori delle entità
Costituiscono un sottoinsieme degli attributi di un'entità che identificano in maniera univoca ogni occorrenza della stessa entità.
Un esempio può essere costituito dall'attributo CodiceFiscale dell'entità CittadinoItaliano. È infatti noto che ogni occorrenza dell'entità CittadinoItaliano, ossia ogni cittadino residente nel territorio della Repubblica Italiana, può essere inequivocabilmente identificato dal suo codice fiscale. Questo significa che non possono esistere due cittadini italiani aventi lo stesso codice fiscale (a meno che non si verifichi un caso di omocodia).

### Generalizzazioni
Rappresentano dei legami logici esistenti tra due o più entità.
Tra le entità coinvolte si distinguono:
- una ed una sola entità padre;
- una o più entità figlie.

Le entità figlie costituiscono dei "casi particolari" dell'entità padre. Ogni attributo dell'entità padre è anche attributo delle entità figlie, ma le entità figlie possono avere degli attributi che le differenziano dal padre e dai fratelli.
Nell'esempio seguente si evidenzia che:
- ogni persona è identificata da un codice fiscale ed è caratterizzata da un cognome, un nome e un'età;
- ogni persona si distingue in uomo o donna;
- può essere valutata anche la posizione militare.

Le generalizzazioni si distinguono in "totali" e "parziali". Una generalizzazione è totale quando l'unione dei sottoinsiemi dei figli costituisce l'insieme del padre. Ad esempio la generalizzazione da persona a uomo o donna è totale poiché tutte le persone sono o uomini o donne, quindi, unendo i sottoinsiemi degli uomini e delle donne si ottiene l'insieme delle persone. Una generalizzazione è parziale quando invece l'unione dei sottoinsiemi dei figli non identifica globalmente l'insieme del padre. Ad esempio un'entità padre MezzoDiLocomozione con le entità figlie Bicicletta ed Automobile è una generalizzazione parziale, in quanto oltre alle biciclette ed alle automobili esistono altri mezzi di locomozione come ciclomotori, treni, navi, ecc. L'unione dei sottoinsiemi Bicicletta e Automobile non è quindi sufficiente per identificare l'insieme padre MezziDiLocomozione.
Una generalizzazione può essere inoltre "esclusiva" o "sovrapposta". Una generalizzazione è esclusiva quando l'intersezione dei sottoinsiemi dei figli è vuota; è invece sovrapposta quando l'intersezione dei sottoinsiemi dei figli non è vuota. Un'entità padre Lavoratore con le entità figlie Impiegato e Studente identifica una generalizzazione sovrapposta in quanto possono esistere degli impiegati che sono contemporaneamente studenti.
In conclusione, una generalizzazione può essere:
- totale esclusiva (t,e);
- totale sovrapposta (t,s);
- parziale esclusiva (p,e);
- parziale sovrapposta (p,s).

Talvolta, le sigle (t,e) e queste ultime appena indicate, possono apparire negli schemi ER per aggiungere informazioni sul tipo di generalizzazione; il loro uso dentro lo schema grafico ER non è, tuttavia, vincolante.

## Modello dei dati Entity–attribute–value (EAV)
Un modello dei dati Entity–attribute–value (EAV) è utilizzato vantaggiosamente nei casi in cui le basi di dati sono costituite da:
- singoli attributi di tipo variabile nel tempo;
- centinaia di tabelle o categorie di numerosità variabile nel tempo, ma che al loro interno restano composte da poche decine di righe o istanze; e un numero di tabelle relativamente piccolo, ma aventi ciascuna migliaia o milioni di righe o istanze.

Nell'ambito della business intelligence, una struttura informativa di questo tipo potrebbe essere un cubo OLAP multidimensionale, del quale l'utente ha spesso l'esigenza di aggiungere qualche dimensione di analisi, di numero non prevedibile e variabile nel tempo: le tabelle EAV danno una rappresentazione di sintesi quando i dati da analizzare sono estremamente sparsi, ad esempio in una base di conoscenza biomedicale. Lo stesso modello EAV può anche essere utilizzato per importare le tabelle EAV direttamente nel cubo OLAP.
Un modello E-R presenterebbe il limite di gestire tutte le tabelle nel solito modo, anche dal punto di vista visivo, a prescindere dalla loro dimensione ed importanza. L’Entity–attribute–value model è un modello dei dati che supera questo limite, e permette di rappresentare i concetti in un modo efficiente dal punto di vista informatico, nelle situazioni in cui le singole entità sono descritte da un numero di attributi (proprietà, o parametri) relativamente molto più piccolo di quelli potenzialmente idonei ad una rappresentazione concettuale e logica efficace.

## Documentazione di schemi E-R
Uno schema E-R non è quasi mai sufficiente da solo a rappresentare nel dettaglio tutti gli aspetti di un'applicazione per varie ragioni. Innanzitutto in uno schema E-R compaiono solo i nomi dei vari concetti in esso presenti ma questo può essere insufficiente per comprenderne il significato. Nel caso di schemi particolarmente complessi può accadere di non riuscire a rappresentare in maniera comprensibile ed esaustiva i vari concetti.
Per questo motivo risulta indispensabile corredare ogni schema E-R con una documentazione di supporto che possa servire a facilitare l'interpretazione dello schema stesso e a descrivere proprietà dai dati rappresentati che non possono essere espressi direttamente dai costrutti del modello.
Ecco quindi l'esigenza di avere degli strumenti a completamento dello schema.

### Regole aziendali
Uno degli strumenti più usati dagli analisti di sistemi informativi per la descrizione di proprietà di un'applicazione che non si riesce a rappresentare direttamente con modelli concettuali è quello delle regole aziendali o business rules. Questa accezione deriva dal fatto che nella maggior parte dei casi quello che si vuole esprimere è proprio una regola del particolare dominio applicativo che stiamo considerando.
Il termine regola aziendale viene usato dagli analisti con un'accezione più ampia per indicare una qualunque informazione che definisce o vincola qualche aspetto di una applicazione. In particolare in base a una classificazione piuttosto consolidata, una regola aziendale può essere:
- la descrizione di un concetto rilevante per l'applicazione ovvero la definizione precisa di un'entità, di un attributo o di una associazione del modello E-R;
- un vincolo di integrità sui dati dell'applicazione, sia esso la documentazione di un vincolo espresso con qualche costrutto del modello E-R (come la cardinalità di una associazione) o la descrizione di un vincolo non esprimibile direttamente con i costrutti del modello;
- una derivazione ovvero un concetto che può essere ottenuto attraverso un'inferenza o un calcolo aritmetico da altri concetti dello schema.

Per le regole del primo tipo è chiaramente impossibile definire una sintassi precisa e si fa in genere ricorso a frasi in linguaggio naturale. Queste regole vengono tipicamente rappresentate tramite forma di glossari, raggruppando le descrizioni in maniera opportuna.
Le regole che descrivono vincoli di integrità e derivazioni sono invece più adatte a definizioni formali con sintassi più o meno complesse. Dato però che non esistono standardizzazioni e che ogni formalismo scelto rischia di non essere sufficientemente espressivo faremo ricorso ancora a definizioni in linguaggio naturale avendo però cura di strutturare in maniera adeguata tali definizioni.
In particolare le regole che descrivono vincoli di integrità possono essere espresse sotto forma di asserzioni ovvero affermazioni che devono essere sempre verificate nella nostra base di dati. Per motivi di chiarezza e per favorirne la costruzione tali affermazioni devono essere atomiche, cioè non possono essere decomposte in frasi che costituiscono ancora delle asserzioni. Inoltre poiché vengono usate per documentare uno schema E-R le asserzioni vanno enunciate in maniera dichiarativa in una forma cioè che non suggerisca un metodo per soddisfarle. Questo è infatti un problema realizzativo e pertanto non pertinente alla rappresentazione concettuale. Quindi notazioni del tipo se <condizione> allora <azione> non sono adatte a esprimere regole aziendali quando queste documentano uno schema E-R. Una struttura predefinita per enunciare regole aziendali sotto forma di asserzioni potrebbe essere invece la seguente:
<concetto> deve / non può <espressioni su concetti>
dove i concetti citati possono corrispondere o a concetti che compaiono nello schema E-R a cui si fa riferimento oppure a concetti definibili da essi.
Le regole aziendali che esprimono derivazioni possono essere espresse specificando operazioni (aritmetiche o di altro genere) che permettono di ottenere il concetto derivato. Una possibile struttura è quindi:
<concetto> si ottiene <operazione su concetti>

### Tecniche di documentazione
La documentazione dei vari concetti rappresentati in uno schema ovvero le regole aziendali di tipo descrittivo può essere prodotta facendo uso di un dizionario dei dati. Esso è composto da due tabelle: la prima descrive le entità dello schema con il nome, una definizione informale in linguaggio naturale, l'elenco di tutti gli attributi (con eventuali descrizioni associate) e i possibili identificatori. L'altra tabella descrive le associazioni con il nome, una loro descrizione informale, l'elenco degli attributi (con eventuali descrizioni) e l'elenco delle entità coinvolte insieme alla loro cardinalità di partecipazione.
Per quel che riguarda altre regole si può far ricorso ancora ad una tabella nella quale vengono elencate le varie regole specificando di volta in volta la loro tipologia. Risulta importante rappresentare tutte le regole che descrivono vincoli non espressi dallo schema ma risulta a volte utile rappresentare anche regole che documentano vincoli già espressi nello schema.

## Traduzione dello schema E-R
La traduzione dello schema E-R in uno schema logico (basato su un modello logico, come per esempio il modello relazionale) equivalente, in grado cioè di rappresentare le stesse informazioni, è un passaggio fondamentale della progettazione logica, che normalmente è preceduto dalla fase di ristrutturazione di schema E-R. L'elemento principale della traduzione di schema E-R in uno schema logico equivalente è il fatto che nel modello relazionale non esistono le associazioni (relationships), pertanto sia le entità che le associazioni devono essere tradotte in relazioni, tramite opportune regole codificate, in base agli identificatori principali determinati nella fase di ristrutturazione dello schema E-R, alla cardinalità delle associazioni e alla presenza di identificatori esterni.
Mentre la fase propedeutica di ristrutturazione di schema E-R è solo parzialmente automatizzabile, dallo schema E-R ristrutturato vari software in commercio sono in grado di ricavare automaticamente lo schema relazionale corrispondente, la base dati vera e propria. Una conseguenza evidente di questi fatti, e ovviamente anche della natura dei modelli coinvolti, è che l'attività di ricavare automaticamente uno schema E-R dallo schema relazionale derivato in base all'implementazione fisica del DB, funzionalità messa a disposizione da alcuni software, in generale non permette di ottenere lo schema E-R originale.
Il nome di ogni entità corrisponde all'intestazione di una tabella-matrice, avente tante colonne quanti sono gli attributi della entità. Se l'attributo è una chiave primaria o parte di una superchiave composta da più attributi, esso non potrà assumere il valore NULL (attributo non opzionale, obbligatorio) e non potrà assumere due occorrenze dello stesso valore (valori univoci, non ripetuti).
Se l'associazione fra due o più entità ha uno o più attributi, normalmente l'associazione darà luogo a una tabella avente come chiave identificativa l'insieme delle chiavi primarie di tutte le entità collegate dalla relazione (con qualsiasi cardinalità) e come campi gli attributi posti sulla relazione nello schema E-R. Questo passaggio, di carattere logico, non va confuso con la reificazione di una associazione in entità, passaggio avente carattere concettuale che si può realizzare nello schema E-R.
In un secondo passaggio, il numero delle tabelle può essere significativamente ridotto, tenendo conto della cardinalità massima (unitaria, n-aria) che collega due tabelle.